# Christian Graugaard
Christian Lykke Graugaard (født 11. februar 1967 i København) er en dansk læge, forsker, forfatter og debattør, der siden 2012 har været professor i almen sexologi på Sexologisk Forskningscenter ved Klinisk Institut på Aalborg Universitet. Graugaard var i 2003-2013 formand for organisationen Sex & Samfund og har ad to omgange været chefredaktør af tidsskriftet Bibliotek for Læger, først fra 2006 til 2012 og igen fra 2016. Han har udgivet både populære og videnskabelige publikationer om sexologi, og han blev i 1996 litteraturanmelder og klummist ved Politiken og skrev fra 2017 til 2019 en klumme, "Sexklummen", i avisen. Han var medinitiativtager til Projekt SEXUS, som i 2019 udgav en rapport, der af Statens Serum Institut blev beskrevet som "verdens største befolkningsundersøgelse med fokus på samspillet mellem seksualitet og sundhed". Han har derudover skrevet og udgivet sine egne tekster siden 1980'erne.
Graugaard blev nomineret til prisen "Årets Hetero" af Landsforeningen for Bøsser og Lesbiske i 2006. Han blev i 2013 optaget i Kraks Blå Bog.

## Baggrund og karriere
Christian Lykke Graugaard blev født den 11. februar 1967 i København. Han studerede i 1990'erne på Københavns Universitet og blev i 1994 cand.med. I 1996 blev Graugaard litteraturanmelder og klummist ved Politiken, og han blev ph.d. fra Københavns Universitet i 1998 med afhandlingen Professor Sands høns – om seksualbiologi i mellemkrigstidens Danmark.
I 2003 blev Graugaard formand for Sex & Samfund. Som nytiltrådt formand var han i 2003 med til at producere Sexstarz, et computerspil med det formål at "oplyse landets 9. klasser om seksualitet og prævention", som organisationen udviklede i samarbejde med Sundhedsstyrelsen. I februar 2004 kom Sex & Samfund i en for organisationen "overvejende positiv" mediestorm, da Lars Løkke Rasmussen to dage inden dets offentlige udgivelse forbød spillet, der skulle uddeles som cd-rom til alle Danmarks 9.-klasser. Spillet blev på grund af medieomtalen en stor succes og var i juli 2004 blevet downloadet over 400.000 gange, efter at en 63-årig mand i februar 2004 havde piratkopieret cd-rommen og SF's daværende sundhedsordfører, Kamal Qureshi, havde lagt spillet op på sin hjemmeside, og det var med Sexstarz-sagen, at Sex & Samfund for alvor blev en del af det danske mediebillede.
Graugaard blev i 2006 udnævnt til chefredaktør af Bibliotek for Læger, der er verdens ældste endnu eksisterende medicinske tidsskrift. I 2012 blev han professor i almen sexologi ved Det Sundhedsvidenskabelige Fakultet på Aalborg Universitet som danmarkshistoriens anden professor i sexologi, og samme år stoppede han som chefredaktør af Bibliotek for Læger. I 2013 stoppede han som formand for Sex & Samfund. Han blev igen Bibliotek for Lægers chefredaktør i 2016. Fra maj 2017 til februar 2019 skrev Graugaard "Sexklummen", en klumme i Politiken med sexologisk udgangspunkt.
Sammen med epidemiologen Morten Frisch (en) var han initiativtager til Projekt SEXUS, som i 2019 udgav Sex i Danmark: nøgletal fra Projekt SEXUS 2017-2018, ifølge Statens Serum Institut "verdens største befolkningsundersøgelse med fokus på samspillet mellem seksualitet og sundhed".

## Forfatterskab
Graugaard debuterede som lyriker i midten af 1980'erne og vendte i 2018 tilbage til poesi med digtsamlingen Rejsende i hjemve. Han har desuden oversat og kommenteret udvalg af de nordiske digtere Werner Aspenström (Sardinen i tunnelbanen: digte 1946-97, 2004), Rolf Jacobsen (Fluen i teleskopet – digte 1933-85, 2007) og Elmer Diktonius (På toppen af et øjeblik – digte 1921-54, 2011). Eksempler på Graugaards egne skriverier fra 1985 til 2017 er samlet i kollagebogen I skønneste uorden (2017).

## Holdninger
Han er kritiker af rituel drengeomskæring og argumenterer for, at det kun skal være en juridisk procedure for drenge over 15 år, den seksuelle lavalder i Danmark.

## Privatliv
Pr.  2012 er Graugaard gift med en børnelæge og far til to.